# کلاودیا زامبوتا
کلاودیا زامبوتا (ایتالیایی: Claudia Zambuto؛ زادهٔ ۲۳ مارس ۱۸۸۵ - تاریخ درگذشت: نامعلوم) بازیگر فیلم‌های صامت اهل ایتالیا است.
از فیلم‌هایی که وی در آن‌ها نقش داشته است، می‌توان به شاهدخت بدفورد اشاره نمود.